# Kurt Schwerdtfeger
Kurt Schwerdtfeger (ur. 20 czerwca 1897 w Deutsch Puddiger, zm. 8 sierpnia 1966 w Hildesheim) – niemiecki rzeźbiarz i pedagog.

## Życiorys
W czasie I wojny światowej wstąpił do wojska (jako ochotnik) i brał udział w działaniach wojennych. W latach 1919–20 studiował w Bauhausie w Weimarze  m.in. filozofię i historię sztuki. Jego nauczycielami byli m.in. Wasilij Kandinskij, Johannes Itten, Oskar Schlemmer, Gerhard Marcks. W 1925 r. objął kierownictwo klasy rzeźby w Szkole Rzemiosła Artystycznego w Szczecinie przy dzisiejszym pl. Kilińskiego. W 1937 r. w ramach walki ze "sztuką zdegenerowaną" został odwołany przez nazistów z tego stanowiska. Uczestniczył w II wojnie światowej, po zakończeniu której osiadł w Alfeld i wykładał na tamtejszej Wyższej Szkole Sztuki.

## Twórczość
W twórczości wykorzystywał różne materiały (kamień, brąz, glinę, beton) tworząc z nich kompozycje rzeźbiarskie o zróżnicowanej tematyce: sceny figuralne, akty, portrety, sylwetki zwierząt. Jego prace wystawiane były m.in. w Berlinie, Nowym Jorku, Paryżu i Szczecinie.

## Zachowane dzieła Kurta Schwerdtfegera w Szczecinie

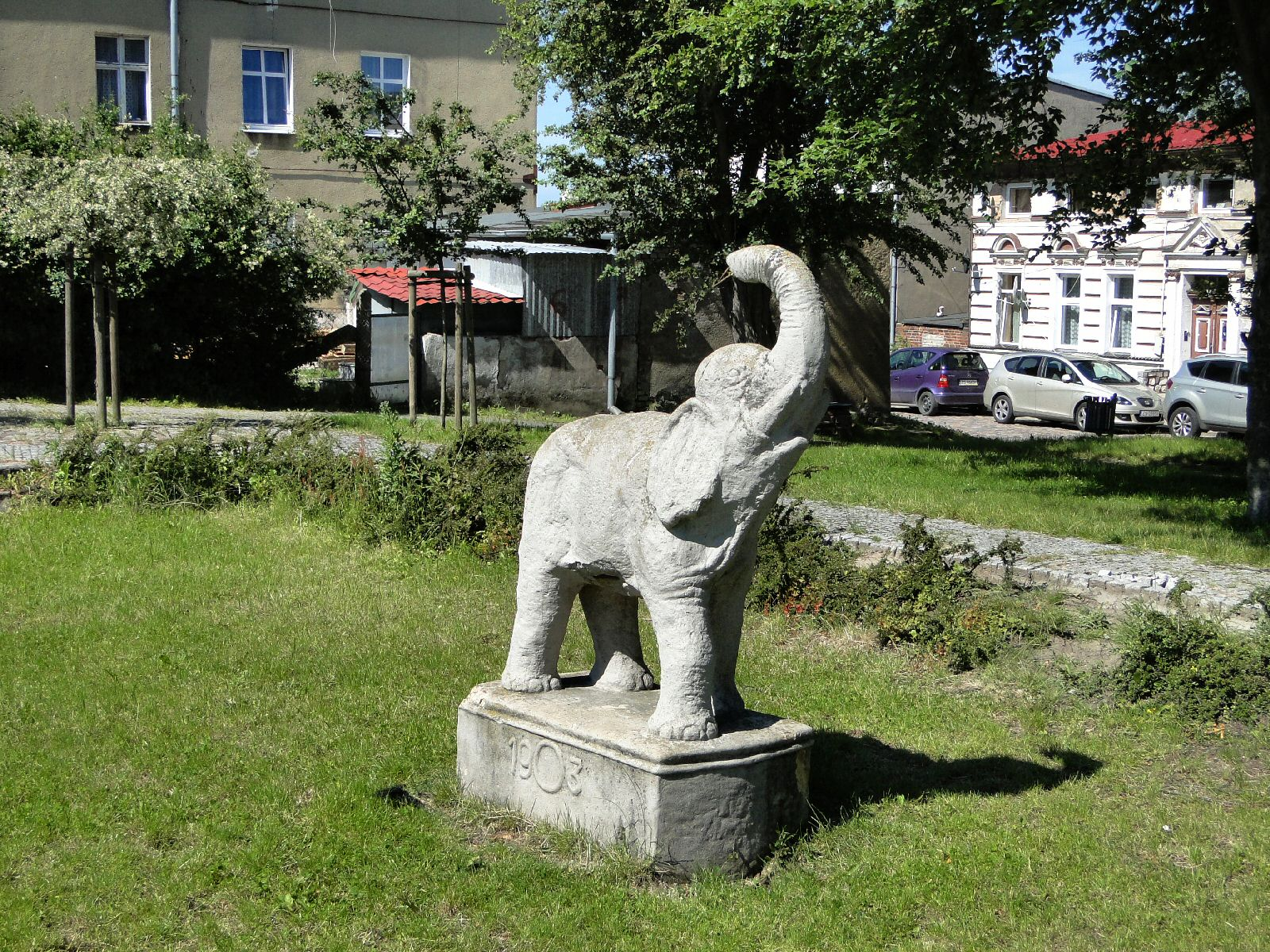
Pomnik słonia na Warszewie (1934)
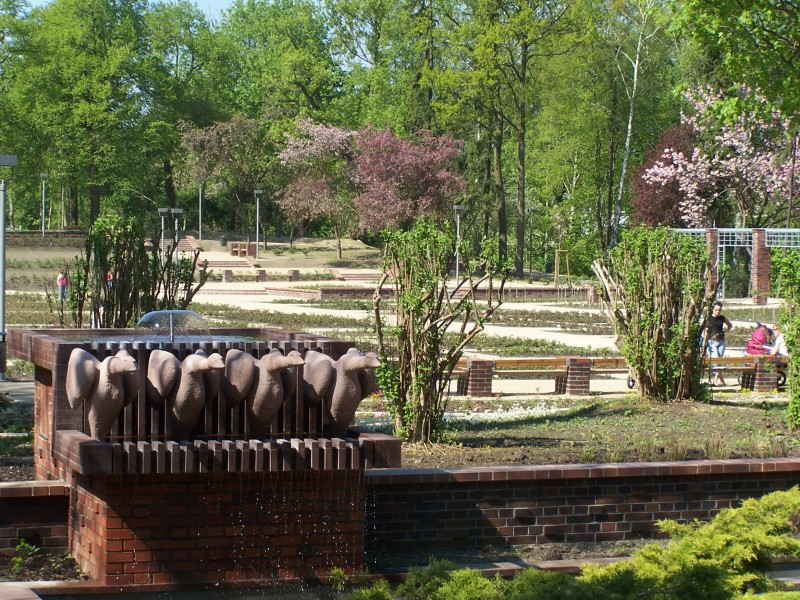
"PtasiaFontanna" w Ogrodzie Różanym (1935) – rekonstrukcja
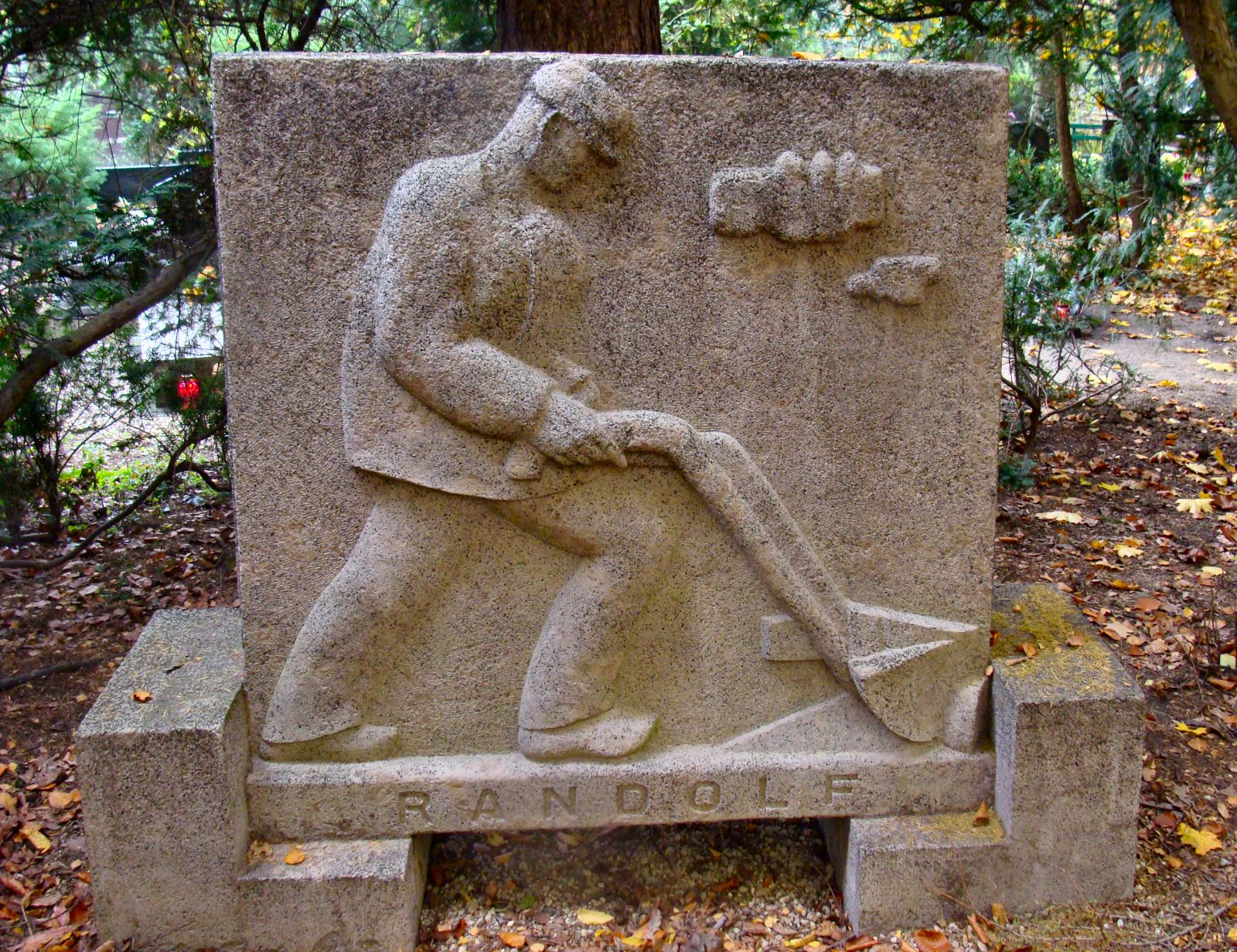
Nagrobek rodziny Randolf na Cmentarzu Centralnym
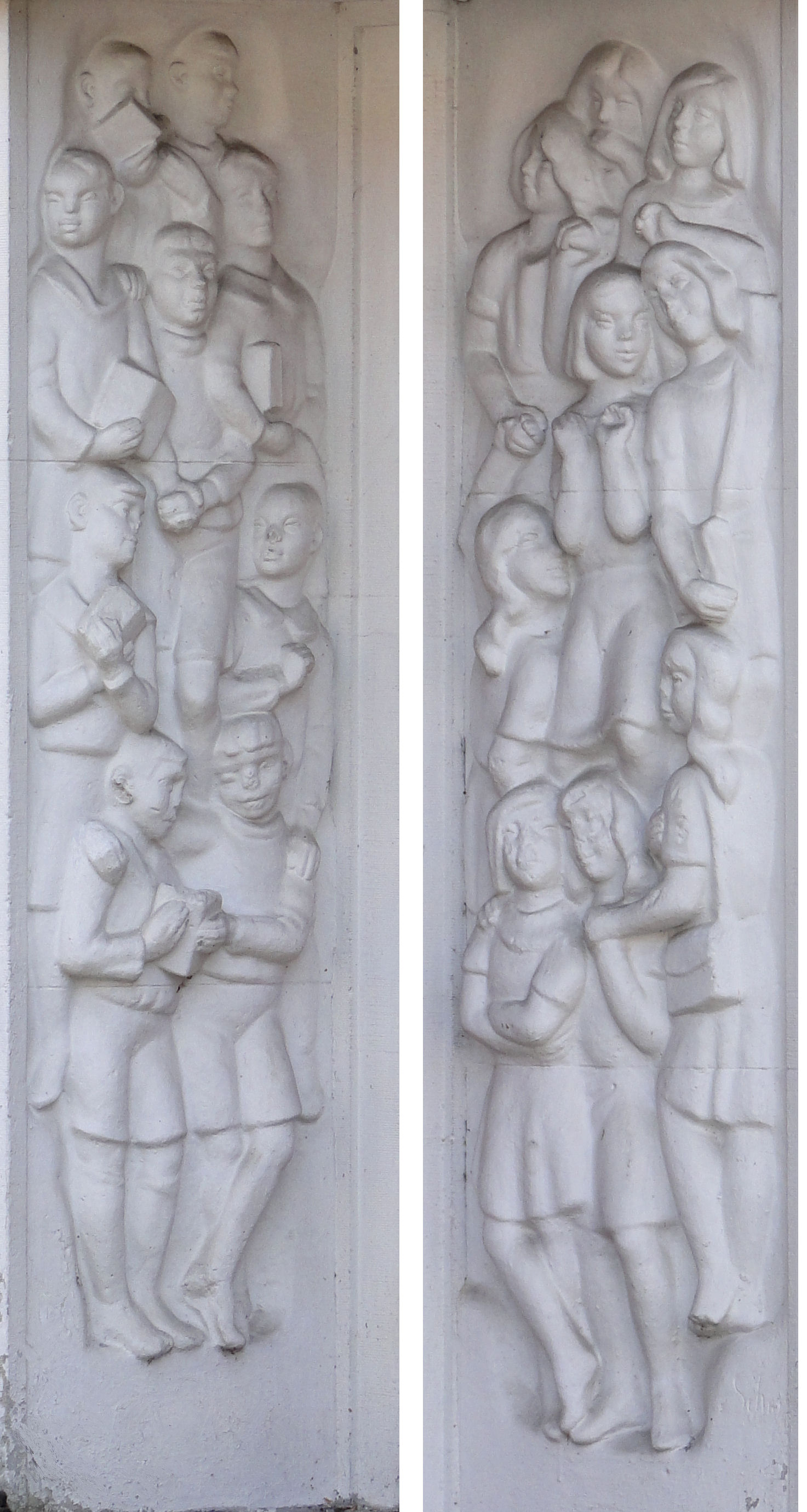
Dekoracja portalu budynku szkoły przy ul. Reymonta